# Chaetozone alata
Chaetozone alata är en ringmaskart som beskrevs av Rowland Southern 1914. Chaetozone alata ingår i släktet Chaetozone och familjen Cirratulidae. Inga underarter finns listade i Catalogue of Life.